# Taşlısekban, Süloğlu
Taşlısekban là một xã thuộc huyện Süloğlu, tỉnh Edirne, Thổ Nhĩ Kỳ. Dân số thời điểm năm 2011 là 323 người.